# Avenue Pierre-Mulele
Pour les articles homonymes, voir Pierre Mulele.
L'avenue Pierre-Mulele est une rue de Kinshasa en république démocratique du Congo. 

## Situation et accès
Elle traverse Kinshasa du nord au sud de la place Nelson-Mandela dans la commune de La Gombe entre camp militaire Kokolo de Bandalungwa et le Palais du Peuple à Lingwala, par la place Joseph-Iléo, entre la commune de Kasa-Vubu, par les communes de Ngiri-Ngiri, Bumbu et Selembao, jusqu'à la route de Matadi à Djelo Binza (commune de Ngaliema).

## Origine du nom
Elle rend honneur à l'homme politique Pierre Mulele (1929-1968).

## Historique
L'avenue s'est appelée « avenue Joséphine Charlotte » à l'époque coloniale, « avenue des Victimes de la Rébellion » après l'indépendance, ensuite « avenue du 24 novembre » (jour du coup d'État de Mobutu Sese Seko en 1965), « avenue du 17 mai » (jour de la prise du pouvoir par Laurent-Désiré Kabila en 1997) puis « avenue de la Libération » avant d'être renommée « avenue Pierre-Mulele » en 2002.

## Rues connexes
- Avenue Lubaki